# Millettia verruculosa
Millettia verruculosa är en ärtväxtart som beskrevs av François Gagnepain. Millettia verruculosa ingår i släktet Millettia och familjen ärtväxter. Inga underarter finns listade i Catalogue of Life.